# Benshiella
Benshiella es un género de foraminífero bentónico de la subfamilia Schwagerininae, de la familia Schwagerinidae, de la superfamilia Fusulinoidea, del suborden Fusulinina y del orden Fusulinida. Su especie tipo es Pseudofusulina stabilis. Su rango cronoestratigráfico abarcaba desde el Gzheliense (Carbonífero superior) hasta el Artinskiense (Pérmico inferior).

## Discusión
Clasificaciones más recientes incluyen Benshiella en la superfamilia Schwagerinoidea, y en la subclase Fusulinana de la clase Fusulinata. Algunas clasificaciones incluyen Benshiella en la subfamilia Rugosofusulininae y en la familia Rugosofusulinidae.

## Clasificación
Benshiella incluye a las siguientes especies:
- Benshiella halvanensis †
- Benshiella khorasanensis †
- Benshiella stabilis †